# セレーネ (競走馬)
セレーネ（あるいはシリーニ、Selene）は、イギリスの競走馬・繁殖牝馬。馬名の由来はギリシア神話の女神セレーネーより。
セレーネはとても小さな馬で、体高（鬐甲までの高さ）が僅か15ハンド2インチしかなく、そのためクラシック登録は見送られたが予想に反して活躍した。2歳時にラウスメモリアルステークス、チェヴァリーパークステークスなど11戦8勝の成績を残し、3歳時にも同じく11戦して8勝、ナッソーステークス、パークヒルステークスに勝ちコロネーションカップで2着に入った。
このような優秀な成績を残したセレーネだが、本馬の功績はむしろ繁殖成績のほうが評価が大きい。イギリスクラシック三冠馬ゲインズバラとの間に残したハイペリオンは母の小柄な体格を受け継いだが、競走馬・種牡馬として活躍し、20世紀前半の名馬と評された。ハイペリオンはのちのサラブレッドに大きな影響を及ぼし、その小柄な体格も受け継がれていった。なお、ギリシア神話においてハイペリオン（ヒュペリオン）はセレーネ（セレーネー）の父であり、神話とは親子関係が逆転している。そのほか14頭の産駒を残し、シックルなどの重要馬を含む10頭が勝ちあがった。

## 主な産駒
- シックル（グッドウッドプリンスオブウェールズステークス、2000ギニー3着、アメリカリーディングサイアー2回、ネイティヴダンサーの3代父）
- ファラモンド（ミドルパークステークス、アメリカ成功種牡馬、代表産駒メノウ）
- ハイペリオン（エプソムダービー、セントレジャーステークス、イギリスリーディングサイアー6回）
- ハンターズムーン（アルゼンチン大種牡馬）
- All Moonshine（英愛リーディングサイアーモスボローの母）

## 主な牝系図
- Fenella 1869 ---No.6-e始祖
  - Douranee 1877
    - Dongola 1883
      - Gondolette 1902
        - Serenissima 1913
          - Selene 1919 ---↓改行

---↓セレーネ牝系
牝系図の主要な部分（太字はGI級競走優勝馬）は以下の通り。*印は日本に輸入された馬。
- Selene 1919
  - Sickle 1924
  - Pharamond II 1925（ミドルパークS）
  - Hyperion 1930（エプソムダービー、英セントレジャー）
  - Coronal 1932
    - Solitaire 1942
      - Walking High 1962
        - Arctic Walk 1967
          - Maire Viita 1983
            - Our Maizcay 1992（サールパートクラークSなど）

  - New Moon 1940
    - My Treasure 1950
      - *ストアベアーテ 1960
        - ワールドロック 1970
          - ワールドヒル 1976
            - ザフォクシーレディ 1982
              - ヤマヒサローレル 1990（サンケイスポーツ賞4歳牝馬特別）

      - Treasure Island 1965
        - Lambay 1978
          - Bayonne 1988
            - Baize 1993
              - *シンハリーズ 2002（デルマーオークス）
                - アダムスピーク 2009（ラジオNIKKEI杯2歳S）
                - リラヴァティ 2011（マーメイドS）
                - シンハライト 2013（優駿牝馬、ローズS、チューリップ賞）

            - Bayleaf 1995
              - Mayleaf 2003
                - Mayson 2008（ジュライカップ）

    - Hazy Moon 1953
      - Haytime 1958
        - Haymaking 1963
          - Hayloft 1973
            - Wassl 1980（愛2000ギニーなど）
            - Pennyweight 1981
              - Penny Candle 1986
                - By Candlelight 1991
                  - Twilight Mistress 1998
                    - Twilight Son 2012（ダイヤモンドジュビリーSなど）

  - All Moonshine 1941
    - Eyewash 1946
      - Aranda 1952
        - Arandena 1962
          - Ardale 1968（伊ダービー）

      - Collyria 1956
        - Cathedra 1976
          - Benediction 1985
            - Miss Priority 1991
              - Lucky Owners 1999（香港マイル）
              - Sumehra 2002
                - *モシーン 2008（クラウンオークスなど）
                  - プリモシーン 2015（フェアリーS、関屋記念、東京新聞杯）

            - Might And Power 1993（メルボルンCなど）
            - Bastet 2002
              - Beauty Parlour 2009（仏1000ギニーなど）
                - Blowout 2016（ファーストレディS）

      - Fiddlededee 1967
        - Fiddle-Faddle 1976
          - Piffle 1984 
            - Frenchpark 1990（ハリウッドターフC）
            - Pearly Shells 1999 （ヴェルメイユ賞）

          - Fife 1988
            - Witch of Fife 1993
              - Cabaret 2007
                - Magna Grecia 2016（英2000ギニーなど）
                - St Mark's Basilica 2018（デューハーストSなど）

        - Mountain Lodge 1980（愛セントレジャー）
          - Beacon 1987
            - Maycocks Bay 1998 
              - Sariska 2006（英オークス）

    - Parthenope 1948
      - Epidendrum 1964（ミラノ大賞典）

    - French Polish 1953
      - Ribotina 1960
        - Bonavista 1964
          - Cat Luck 1971
            - Restless Cat 1976
              - Fortunate Moment 1984（アメリカンダービー）

          - Exclusive Order 1979
            - American Order 1987 
              - Groom Order 1993
                - Beckett 1998（愛ナショナルS）

            - Exclusive Virtue 1988
              - Dancing Debut 1993
                - Flames 1998
                  - Lahaleeb 2006（E.P.テイラーS）

              - Virtuous 1995
                - Virtual 2005（ロッキンジS）

            - Entrepreneur 1994（英2000ギニー）
            - Exclusive 1995（コロネーションS）
              - Echelon 2002（愛メイトロンS）
                - Integral 2010（サンチャリオットSなど）

        - Talent Search 1967
          - Just One More Time 1972
            - Lucky Lucky Lucky 1981（ケンタッキーオークスなど）

        - *シャープデイール 1969
          - コウチライデン 1974（安田記念2着）

    - All My Eye 1954
      - Captivator 1960
        - Variety Queen 1976 
          - Variety Road 1983（サンフェリペHほか）

      - Round Eye 1967
        - Topping Girl 1972 
          - Happy Bride 1978
            - Matrona 1994
              - Lad Of The Manor 2000（マッキノンS）

牝系図の出典：Galopp-Sieger

## 血統表
| セレーネの血統             | セレーネの血統                                                                   | セレーネの血統                                                                   | （血統表の出典）                                                                 | （血統表の出典） |
| 父系                       | セントサイモン系                                                                 | セントサイモン系                                                                 | セントサイモン系                                                                 | [ § 2 ]          |
| 父 Chaucer 黒鹿毛 1900年   | 父の父St. Simon 鹿毛 1881年                                                      | Galopin                                                                          | Vedette                                                                          | Vedette          |
| 父 Chaucer 黒鹿毛 1900年   | 父の父St. Simon 鹿毛 1881年                                                      | Galopin                                                                          | Flying Duchess                                                                   |                  |
| 父 Chaucer 黒鹿毛 1900年   | 父の父St. Simon 鹿毛 1881年                                                      | St. Angela                                                                       | King Tom                                                                         | King Tom         |
| 父 Chaucer 黒鹿毛 1900年   | 父の父St. Simon 鹿毛 1881年                                                      | St. Angela                                                                       | Adeline                                                                          |                  |
| 父 Chaucer 黒鹿毛 1900年   | 父の母Canterbury Pilgrim 栗毛 1893年                                             | Tristan                                                                          | Hermit                                                                           | Hermit           |
| 父 Chaucer 黒鹿毛 1900年   | 父の母Canterbury Pilgrim 栗毛 1893年                                             | Tristan                                                                          | Thrift                                                                           |                  |
| 父 Chaucer 黒鹿毛 1900年   | 父の母Canterbury Pilgrim 栗毛 1893年                                             | Pilgrimage                                                                       | The Palmer                                                                       | The Palmer       |
| 父 Chaucer 黒鹿毛 1900年   | 父の母Canterbury Pilgrim 栗毛 1893年                                             | Pilgrimage                                                                       | Lady Audley                                                                      |                  |
| 母 Serenissima 鹿毛 1913年 | 母の父Minoru 黒鹿毛 1906年                                                       | Cyllene                                                                          | Bona Vista                                                                       | Bona Vista       |
| 母 Serenissima 鹿毛 1913年 | 母の父Minoru 黒鹿毛 1906年                                                       | Cyllene                                                                          | Arcadia                                                                          |                  |
| 母 Serenissima 鹿毛 1913年 | 母の父Minoru 黒鹿毛 1906年                                                       | Mother Siegel                                                                    | Friar's Balsam                                                                   | Friar's Balsam   |
| 母 Serenissima 鹿毛 1913年 | 母の父Minoru 黒鹿毛 1906年                                                       | Mother Siegel                                                                    | Galopin Mare                                                                     |                  |
| 母 Serenissima 鹿毛 1913年 | 母の母Gondolette 鹿毛 1902年                                                     | Loved One                                                                        | See Saw                                                                          | See Saw          |
| 母 Serenissima 鹿毛 1913年 | 母の母Gondolette 鹿毛 1902年                                                     | Loved One                                                                        | Pilgrimage                                                                       |                  |
| 母 Serenissima 鹿毛 1913年 | 母の母Gondolette 鹿毛 1902年                                                     | Dongola                                                                          | Doncaster                                                                        | Doncaster        |
| 母 Serenissima 鹿毛 1913年 | 母の母Gondolette 鹿毛 1902年                                                     | Dongola                                                                          | Douranee                                                                         |                  |
| 母系(F-No.)                | 6号族(FN:6-e)                                                                    | 6号族(FN:6-e)                                                                    | 6号族(FN:6-e)                                                                    | [ § 3 ]          |
| 5代内の近親交配            | Pilgrimage 3×4=18.75%, Galopin 3×5=15.63%, Hermit 4×5=9.38%, Stockwell 5×5=6.25% | Pilgrimage 3×4=18.75%, Galopin 3×5=15.63%, Hermit 4×5=9.38%, Stockwell 5×5=6.25% | Pilgrimage 3×4=18.75%, Galopin 3×5=15.63%, Hermit 4×5=9.38%, Stockwell 5×5=6.25% | [ § 4 ]          |
| 出典                       | 1. 2. 3. 4.                                                                      | 1. 2. 3. 4.                                                                      | 1. 2. 3. 4.                                                                      | 1. 2. 3. 4.      |